# Ogooué-Maritime
Ogooué-Maritime là một trong 9 tỉnh của Gabon. Tỉnh có diện tích 22.890 km². Tỉnh lỵ là Port-Gentil. Dân số năm 2006 ước khoảng 137.993 người.
Rìa tây của Ogooué-Maritime là bờ biển Đại Tây Dương, gồm vịnh Guinea ở phía cực bắc. Trên đất liền, tỉnh này giáp các tỉnh:
- Estuaire - phía bắc
- Moyen-Ogooué - phía đông bắc
- Ngounié - về phía đông
- Nyanga - phía đông nam

## Department

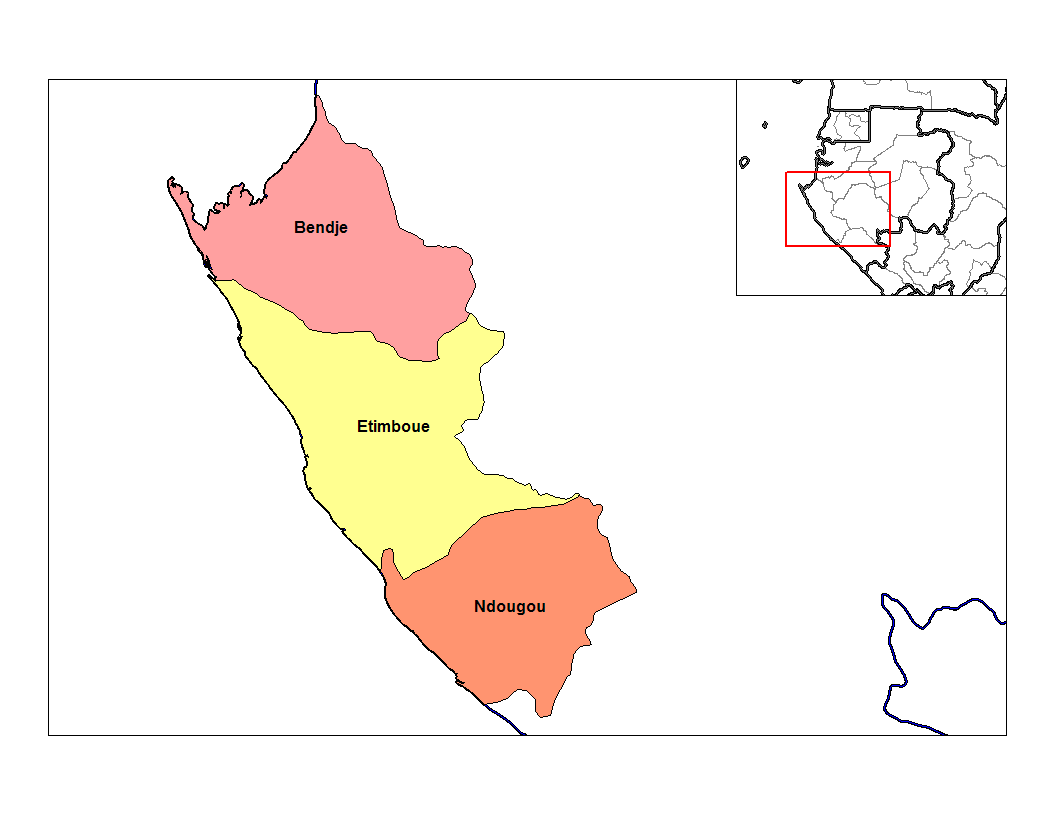
Department của Ogooué-Maritime

Ogooué-Maritime được chia thành 3 department:
- Bendje Department (Port-Gentil)
- Etimboue Department (Omboue)
- Ndougou Department (Gamba)